# Индиа Ари
И́ндиа А́ри Си́мпсон (англ. India Arie Simpson), наиболее известная как Индиа.Ари (англ. India.Arie; род. 3 октября 1975, Денвер, Колорадо, США) — американская певица, композитор, музыкант и продюсер, продавшая около 10 миллионов пластинок по всему миру. Обладательница четырёх наград «Грэмми», включая категорию «Лучший R&B альбом».

## Биография
Индиа Ари родилась в Денвере, штат Колорадо. Родители способствовали развитию музыкальных способностей дочери с ранних лет. Мать Индии, которая сейчас работает её стилистом, была певицей. Отец — бывший игрок различных команд АБА и НБА. Также у Индии есть старший брат Джон. Согласно ДНК-дактилоскопии, Симпсон является потомком народов Менде (Сьерра-Леоне), Кру (Либерия) и Фула (Гвинея-Бисау).
В 13 лет, после развода родителей, Индиа с матерью переехали в Атланту, штат Джорджия. В школе она играла на различных инструментах. После поступления в колледж, Индиа с увлечением играла на гитаре и стала сочинять музыку.
Совместно с лейблом Atlanta Records Индиа основала инди-группу Groovement EarthShare. После появления песни Индии в местном музыкальном сборнике, в 1998 году она участвовала в фестивале Lilith Fair. В 1999 году певицу заметила звукозаписывающая компания Motown Records и познакомила её с директором лейбла Кеданом Массенбергом.
Сейчас Индиа проживает в Атланте, штат Джорджия.

## Карьера
Дебютный альбом Индии Acoustic Soul был выпущен 27 марта 2001 года. Пластинка заняла 10-е место в Billboard 200 и 3-е место в Top R&B/Hip-Hop Albums. Через несколько месяцев, даже без особых ротаций по радио, альбом получил двойную платину. В Америке было продано 2,1 миллиона копий, по всему миру — 3 миллиона. Альбом Индии был выдвинут на семь номинаций «Грэмми», но не выиграл ни одной, уступив в пяти категориях Алише Киз. На закрытии церемонии Индиа исполнила песню «Video».
Певицу сопровождал успех и при выпуске второй студийной пластинки Voyage to India 24 сентября 2002 года. Альбом занял шестую позицию в Billboard 200 и возглавил R&B Chart. В 2003 году Индиа получила две премии «Грэмми» в категориях «Лучший R&B Альбом» и «Лучшее альтернативное исполнение» за песню «Little Things». Вскоре после выхода, альбом получил статус платины, продав 1,4 миллиона в Америке и 2,3 миллиона по всему миру.
Третий студийный альбом Индии Testimony: Vol. 1, Life and Reltionships был выпущен 27 июня 2006 года. Он занял вершины хит парадов Billboard 200 и R&B Chart. Также он был первым альбомом лейбла Motown Records за последние 20 лет, который оказался на вершинах чартов. За первую неделю была продана 161 тысяча копий — лучший результат продаж у Индии за неделю по настоящее время. Пластинка получила золото, продав 730 тысяч копий в Америке и 1,3 миллиона в мире. Самая успешная песня с альбома — «I Am Not My Hair», записанная с участием певца Akon. Она заняла 97-е место в Billboard Hot 100 и 65 позицию в UK Singles Chart.
Индиа выпустила четвертую пластинку Testimony: Vol. 2, Love and Politics 10 февраля 2009 года, которая заняла 3-е место в Billboard 200 и 2-е — в R&B Chart. В записи альбома приняли участие такие артисты, как Сезен Аксу, Keb’ Mo’, Грампс Морган и Мьюзик Саундчайлд. После перехода от Motown Records к Universal, Индия сама спродюсировала и выпустила альбом.
В 2009 году на программе VH1 Divas (англ.) Индиа вместе с певицей Адель исполнила песню «Video». Она также приняла участие в записи песни, сбор от которой пошёл пострадавшим от землетрясения на Гаити в 2010 году.
25 июня 2013 года вышла пятая пластинка Индии Songversation.

## Дискография

### Студийные альбомы
- Acoustic Soul (2001)
- Voyage to India (2002)
- Testimony: Vol. 1, Life & Relationship (2006)
- Testimony: Vol. 2, Love & Politics (2009)
- Songversation (2013)

## Фильмография
| Год  |   | Русское название   | Оригинальное название | Роль       |
| ---- | - | ------------------ | --------------------- | ---------- |
| 2003 | с | Американские мечты | American Dreams       | Нина Симон |
| 2009 | ф | Пастор Браун       | Pastor Brown          | Латифа     |